# Effektivwert
Unter dem Effektivwert wird in der Elektrotechnik der quadratische Mittelwert einer zeitlich veränderlichen physikalischen Größe verstanden. Vorzugsweise wird der Begriff auf Wechselgrößen angewandt, allgemein auf Größen in stationären Vorgängen.
Der Effektivwert der veränderlichen Größe ist so groß wie derjenige Wert einer Gleichgröße, die an einem ohmschen Verbraucher in einer repräsentativen Zeitspanne dieselbe elektrische Energie umsetzt wie die zeitlich veränderliche Größe. Eine gleichwertige Aussage ist über die elektrische Leistung möglich, wie sie weiter unten verwendet wird.
Der Effektivwert hängt sowohl vom Scheitelwert als auch von der Kurvenform ab. In der englischen Sprache wird der Effektivwert mit RMS (Abkürzung für Root Mean Square, Quadratisches Mittel) bezeichnet.

Eine sinusförmige Wechselspannung.
1 = Scheitelwert, Amplitude
2 = Spitze-Tal-Wert,
3 = Effektivwert,
4 = Periodendauer

## Anwendungen in der Wechselstromtechnik
In der Wechselstromtechnik werden Nenngrößen üblicherweise als Effektivwerte angegeben. So ist z. B. die Angabe 230 V für die in Mitteleuropa bei Hausanschlüssen übliche Niederspannung eine Effektivwertangabe.
An ohmschen Verbrauchern lassen sich mit Hilfe der Effektivwerte von Stromstärke oder Spannung viele Formeln der Gleichstromtechnik auch für die Wechselstromtechnik anwenden.
Da viele Geräte, die am Netz betrieben werden, nichtlineare Elemente wie Dioden oder elektronische Baugruppen wie Schaltnetzteile enthalten, ist ihre Stromaufnahme selbst bei idealer, sinusförmiger Eingangsspannung nicht sinusförmig. Der Strom enthält Anteile, die den Verlauf verzerren, zur Energieübertragung aber nichts beitragen. Diese Anteile erhöhen den Effektivwert der Stromstärke. Da der Effektivwert maßgeblich für die Stromwärmeverluste im Leiter ist, muss zur Dimensionierung von Leiterquerschnitten der Strom in Form seines maximalen Effektivwertes berücksichtigt werden. Der von rein sinusförmigen Größen bekannte einfache Zusammenhang zwischen Amplitude und Effektivwert {\displaystyle {\hat {\imath }}={\sqrt {2}}\ I_{\mathrm {eff} }} gilt in solchen Fällen nicht mehr.

## Darstellung der Definition
Der Effektivwert einer zeitlich veränderlichen Größe wird definiert als diejenige Gleichgröße, die in einen ohmschen Widerstand im zeitlich konstanten Mittel dieselbe Leistung (Wärme pro Zeitspanne) überträgt.
Bei der Schreibweise mit reellwertigen Größen gilt für die Leistung {\displaystyle P} als Gleichwert über die Augenblickswerte {\displaystyle p} der Leistung

Wechselspannung, Stromstärke und Leistung als sinusförmige Größen an einem ohmschen Widerstand

{\displaystyle P={\overline {p}}={\overline {u\cdot i\,}}={\frac {1}{T}}\int \limits _{t_{0}}^{t_{0}+T}u\cdot i\,\mathrm {d} t}
Dabei sind {\displaystyle u} und {\displaystyle i} die Augenblickswerte von Spannung und Stromstärke. Die Größe {\displaystyle T} ist bei periodischen Vorgängen die Periodendauer oder bei statistischen Vorgängen eine hinreichend lange Zeit (mathematisch streng für {\displaystyle T\to \infty }). Der Anfangszeitpunkt {\displaystyle t_{0}} geht bei periodischen Vorgängen nicht in das Ergebnis ein; er kann nach Zweckmäßigkeit für die Rechnung gewählt werden und wird oft auf null gesetzt.
Mit einer Gleichspannung {\displaystyle U_{-}} und dem zugehörigen Gleichstrom {\displaystyle I_{-}} sei eine Leistung {\displaystyle P_{-}} verbunden. Dann ergeben sich mit dem ohmschen Gesetz  {\displaystyle U_{-}=R\cdot I_{-}} sowie {\displaystyle u=R\cdot i}
{\displaystyle P_{-}=U_{-}\cdot I_{-}={\frac {(U_{-})^{2}}{R}}}
{\displaystyle P={\overline {u\cdot i\,}}={\frac {1}{T}}\int \limits _{t_{0}}^{t_{0}+T}{\frac {u^{2}}{R}}\,\mathrm {d} t}
Nach Gleichsetzung {\displaystyle P_{-}=P}, Kürzung der Konstanten {\displaystyle R} und Radizierung erhält man den Effektivwert in Form einer Gleichung
{\displaystyle U_{\mathrm {eff} }=U_{-}={\sqrt {{\frac {1}{T}}\int \limits _{t_{0}}^{t_{0}+T}u^{2}\mathrm {d} t}}={\sqrt {\;{\overline {u^{2}}}\;}}}
Die letzte Schreibweise verdeutlicht die Merkregel, die in der englischen Bezeichnung „root mean square“ steckt: Wurzel aus dem Mittelwert des Quadrats.
Entsprechende Gleichungen gelten für den Effektivwert der Stromstärke und allgemein bei jeder anderen veränderlichen, aber stationären Größe.
Lässt sich der Verlauf des Signals {\displaystyle u} nicht als Funktion angeben, kann zur Berechnung des Effektivwertes ein Näherungsverfahren mit abgetasteten Augenblickswerten angewendet werden. Mit in der Periodendauer {\displaystyle T} erfassten {\displaystyle n} Werten, so dass {\displaystyle T=\sum _{i=1}^{n}\Delta t_{i}} wird, erhält man
{\displaystyle U_{\mathrm {eff} }\approx {\sqrt {{\frac {1}{T}}\sum _{i=1}^{n}u_{i}^{2}\Delta t_{i}}}={\sqrt {{\frac {1}{T}}\left(u_{1}^{2}\Delta t_{1}+u_{2}^{2}\Delta t_{2}+u_{3}^{2}\Delta t_{3}+\dotsb +u_{n}^{2}\Delta t_{n}\right)}}}
wobei {\displaystyle u_{i}} Abtast- bzw. Momentanwerte sind, die in den Abständen {\displaystyle \Delta t_{i}} während einer Periode {\displaystyle T} abgelesen werden.
Bei konstanten Abständen {\displaystyle \Delta t_{i}=\Delta t} vereinfacht sich das zu {\displaystyle T=n\cdot \Delta t} und
{\displaystyle U_{\mathrm {eff} }\approx {\sqrt {{\frac {1}{n}}\sum _{i=1}^{n}u_{i}^{2}}}={\sqrt {{\frac {1}{n}}\left(u_{1}^{2}+u_{2}^{2}+u_{3}^{2}+\dotsb +u_{n}^{2}\right)}}}

## Spezielle Signalformen
Bei einem linearen Verbraucher stellt sich aufgrund der Spannung ein Strom ein, der denselben zeitlichen Verlauf in Form und Frequenz und bei ohmschen Verbrauchern keine zeitliche Phasenverschiebung aufweist.

### Sinusförmige Spannung
Nach den Additionstheoremen gilt
{\displaystyle \sin ^{2}x={\frac {1}{2}}\;(1-\cos(2x))}
Mit {\displaystyle x=\omega t} enthält das Quadrat einer Sinusschwingung gemäß dieser Gleichung einen Gleichanteil mit der Höhe ½ und einem Wechselanteil mit der Amplitude ½ bei doppelter Frequenz. Bei der Mittelwertbildung fällt der Wechselanteil heraus. Der Gleichanteil ergibt den Mittelwert.

Links Sinusgröße; rechts quadrierte Sinusgröße mit zugehörigem Mittelwert (gestrichelt)

Angewendet auf das Quadrat einer sinusförmigen Spannung mit
{\displaystyle u^{2}={\hat {u}}^{2}\sin ^{2}(\omega t)}
lässt sich der quadratische Mittelwert zu
{\displaystyle {\overline {u^{2}}}={\hat {u}}^{2}\ {\overline {\sin ^{2}(\omega t)}}={\hat {u}}^{2}\cdot {\frac {1}{2}}}
bestimmen. Somit ergibt sich der Effektivwert aus seiner Wurzel:
{\displaystyle U_{\mathrm {eff} }={\sqrt {\;{\overline {u^{2}}}\;}}={\sqrt {{\hat {u}}^{2}\cdot {\frac {1}{2}}}}={\hat {u}}\cdot {\frac {1}{\sqrt {2}}}}
Die rechnerische Herleitung verwendet
{\displaystyle {\int \sin ^{2}(\omega t)\;\mathrm {d} t={\frac {t}{2}}-{\frac {1}{4\omega }}\sin(2\omega t)}+{\text{const}}}
woraus nach dem Einsetzen der Grenzen der Mittelwert
{\displaystyle {\overline {\sin ^{2}(\omega t)}}={\frac {1}{T}}\int \limits _{0}^{T}\sin ^{2}(\omega t)\;\mathrm {d} t={\frac {1}{T}}\cdot {\frac {T}{2}}={\frac {1}{2}}}
folgt. Eingesetzt in die definierende Gleichung liefert das
{\displaystyle U_{\mathrm {eff} }={\sqrt {\;{\hat {u}}^{2}\ {\overline {\sin ^{2}(\omega t)}}\;}}={\frac {1}{\sqrt {2}}}\;{\hat {u}}}
Umgekehrt ist bei Sinusform
{\displaystyle {\hat {u}}={\sqrt {2}}\ U_{\mathrm {eff} }}
Bei einer Netzspannung mit dem Effektivwert von 230 V ergibt sich eine Amplitude von 325 V.

### Pulsdauermodulierte Gleichspannung

Periodisch ein-/ausgeschaltete Größe

Soll die Stromentnahme aus einer Spannungsquelle gedrosselt werden, so ist eine bewährte Methode dazu die Pulsdauermodulation, da die Schalter nahezu keine Verluste aufweisen und die Steuerung digital erfolgen kann. Wird während einer festen Periodendauer {\displaystyle T} die Spannung nur für einen Teil der Periode {\displaystyle \tau } eingeschaltet, so vermindert sich der mittlere Strom {\displaystyle I_{-}} gegenüber dem in der Einschaltphase fließenden Strom {\displaystyle I_{0}} proportional zum Tastgrad {\displaystyle \tau /T} auf
{\displaystyle I_{-}=I_{0}\cdot (\tau /T)}
Der Effektivwert ergibt sich dabei zu
{\displaystyle I_{\text{eff}}={\sqrt {{\frac {1}{T}}\ (I_{0})^{2}\cdot \tau }}=\vert I_{0}\vert \cdot {\sqrt {\tau /T}}}
Die Tatsache, dass {\displaystyle I_{\text{eff}}>\vert I_{-}\vert } ist, führt dazu, dass sich sowohl Leitungen aufgrund des Kupferwiderstandes als auch Spannungsquellen aufgrund deren Innenwiderstand stärker erwärmen als bei gleicher mittlerer Leistungsentnahme mit kontinuierlichem Strom. Siehe hierzu auch Rippelstrom. Zur Messung dieses gepulsten Stromes ist zu beachten, dass es sich um eine Mischgröße handelt; siehe dazu weiter unten.

### Weitere Signalformen
Für Dreieck- und Rechtecksignale siehe Tabelle bei Formfaktor.

## Messtechnische Erfassung

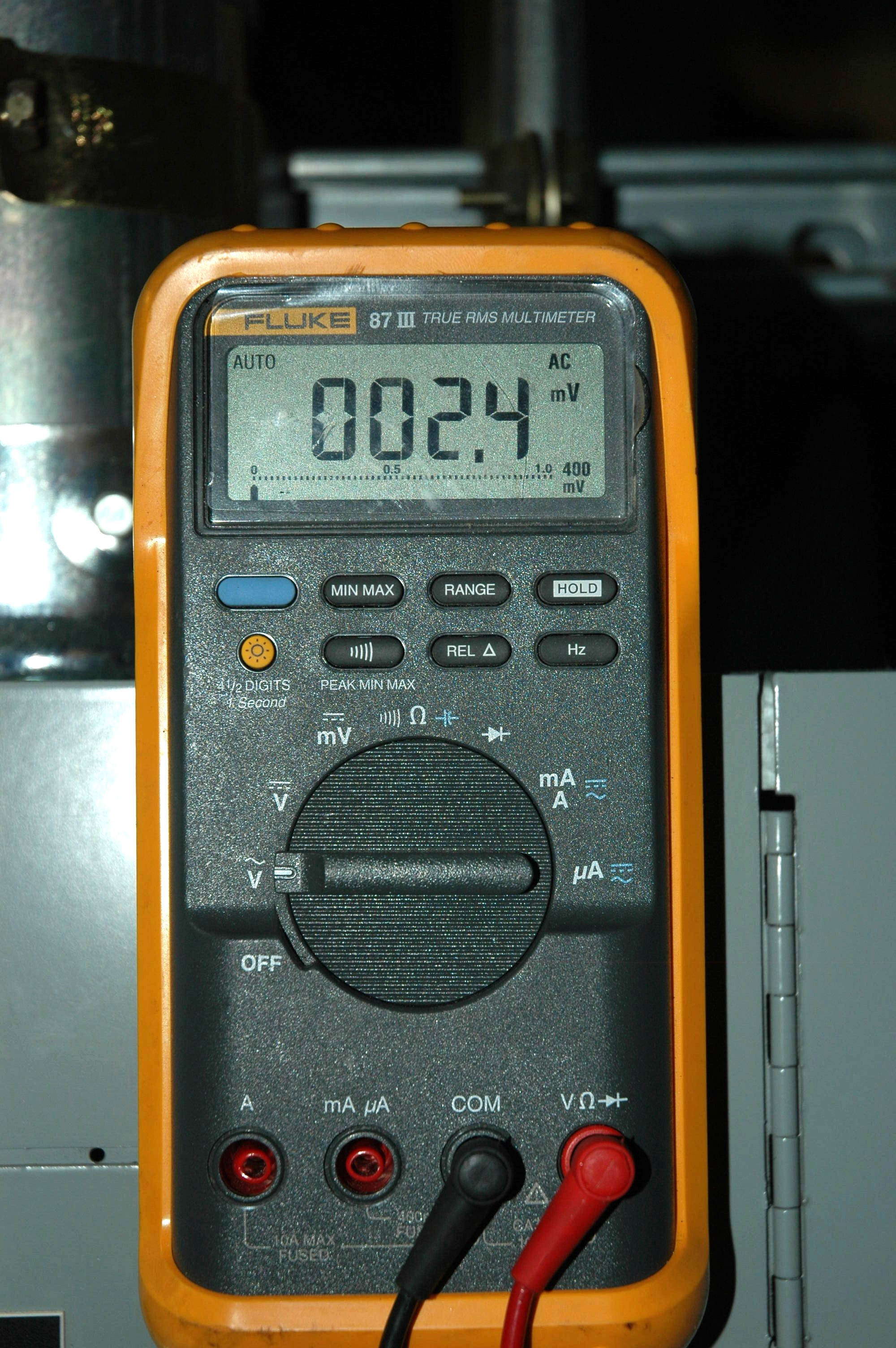
Multimeter mit Effektivwertmessung (True-RMS)

### Gleichrichtwert und Effektivwert
Spannungsmessgeräte für Wechselspannungen wurden ursprünglich für die Anzeige des Effektivwertes sinusförmiger Spannungen ausgelegt, indem sie den Gleichrichtwert (Mittelwert des Betrages) der Spannung erfassen und den Formfaktor für Sinus-Spannungen durch entsprechende Justierung der Spannungsteiler in die Anzeige einbeziehen. Da der Formfaktor von der Kurvenform abhängig ist, ist die Anzeige des Effektivwertes nur für jene Spannungen richtig, die den Formfaktor einer sinusförmigen Spannung aufweisen. In der Elektrotechnik bzw. Elektronik weichen die Spannungsverläufe jedoch häufig stark von einem Sinusverlauf ab, weshalb solche Messgeräte dann fehlerhaft messen.
Digitale Messgeräte, die den Effektivwert tatsächlich gemäß seiner Definition ermitteln, sind zur Unterscheidung gekennzeichnet, dass sie den „wahren“ Effektivwert – in der deutschsprachigen Literatur meist als Echteffektivwert, im Englischen als true RMS bezeichnet – messen.

### Digitale Berechnung
Für mittlere Frequenzen (bis einige 100 MHz) werden häufig digitale Verfahren eingesetzt. Das Signal wird mit einer Frequenz abgetastet, die möglichst hoch ist, um die Kurvenform möglichst gut zu erfassen. Der Effektivwert wird dann mittels der Wurzel aus dem Mittelwert der Quadrate (RMS) der Einzelmessungen berechnet wie oben beschrieben. Auch die meisten digitalen Oszilloskope können den Effektivwert des aufgenommenen Signalverlaufes direkt anzeigen. Sie berechnen ihn ebenfalls auf diese Weise.

### Dreheisenmesswerk
Dreheisenmesswerke zeigen prinzipbedingt den Effektivwert an. Hierbei wird ausgenutzt, dass die Anziehungskraft auf ein weichmagnetisches Eisenteil in einer Spule quadratisch vom Spulenstrom abhängt. Dieses Eisenteil bewegt den Zeiger, beide zusammen bilden eine träge Masse, die die Mittelwertbildung bewerkstelligt. Oft besitzen die Instrumente zusätzlich eine Luftdämpfung. Je nach Auslegung der Spule können sie der Spannungs- oder Strommessung dienen. In beiden Fällen haben sie einen niedrigeren Widerstand als entsprechende elektronische Messinstrumente, was bei der Strommessung ein großer Vorteil, bei der Spannungsmessung jedoch oft nachteilig ist. Dreheiseninstrumente (insbesondere Spannungsmesser) sind nur für einen begrenzten niedrigen Frequenzbereich geeignet, oft zum Beispiel nur für 50 Hz Netzfrequenz.

### Thermoumformer
Die Messung mittels Thermoumformer lehnt sich am nächsten an die Definition an. Dabei fließt der zu messende Strom durch einen Widerstand, der sich prinzipiell proportional zum Quadrat des Effektivwertes des Stromes oder der Spannung erwärmt (Stromwärme) und dessen Temperaturerhöhung gemessen wird. Durch Einstellung eines Gleichstroms, der dieselbe Temperaturänderung verursacht, kann diese Messanordnung kalibriert werden. Mit dieser thermischen Messmethode kann bei Frequenzen bis zu einigen Gigahertz richtig gemessen werden. Auch Hitzdrahtinstrumente zeigen daher den Effektivwert an.

### Analoge elektronische Verfahren
In Messgeräten für niedrigere Frequenzen (bis etwa 1 MHz) werden üblicherweise integrierte RMS-Umformer eingesetzt, die Fehlergrenzen kleiner als 0,2 % erreichen. Sie arbeiten mit analoger Elektronik (siehe auch Analogrechner).
Es gibt mehrere elektronische Schaltungen zur Effektivwertbildung. Eine davon hat sich besonders bewährt und wird von mehreren Herstellern als integrierte Schaltung angeboten. Das Eingangssignal {\displaystyle U_{e}} oder {\displaystyle I_{e}} darf Gleich- und Wechselanteile enthalten. Der Ausgangsstrom {\displaystyle I_{a}} ist proportional zum Effektivwert des Eingangssignals, wobei sich der dazu notwendige Gleichwert aus dem durch {\displaystyle R_{2}} und {\displaystyle C_{2}} gebildeten Tiefpass ergibt. Die Schaltung arbeitet folgendermaßen (siehe Bild):

Schaltung zur Effektivwertbildung

In der Eingangsstufe wird ein Strom {\displaystyle I_{1}} erzeugt mit {\displaystyle I_{1}\sim |U_{e}|} . Der kombinierte Quadrierer und Dividierer erzeugt ein {\displaystyle I_{2}={I_{1}}^{2}/I_{3}} . Dieses Zwischenergebnis wird geglättet und steuert als {\displaystyle {\overline {I_{2}}}} mittels Stromspiegelung zwei Stromquellen. Die eine führt das Signal {\displaystyle I_{3}={\overline {I_{2}}}} auf den Dividiereingang zurück; die andere liefert das Ausgangssignal {\displaystyle I_{a}={\overline {I_{2}}}} . Damit ergibt sich folgende Rechnung:
{\displaystyle I_{2}={I_{1}}^{2}/I_{3}={I_{1}}^{2}/{\overline {I_{2}}}}
{\displaystyle {\overline {I_{2}}}={\overline {{I_{1}}^{2}/{\overline {I_{2}}}}}={\overline {{I_{1}}^{2}}}/{\overline {I_{2}}}}
{\displaystyle \left({\overline {I_{2}}}\right)^{2}={\overline {{I_{1}}^{2}}}}
{\displaystyle I_{a}={\overline {I_{2}}}={\sqrt {\,{\overline {{I_{1}}^{2}}}\,}}\sim U_{e,{\text{ eff}}}}

### Messen von Mischgrößen

Der Effektivwert einer Mischgröße ist größer als ihr Gleichanteil und als der Effektivwert ihres Wechselanteils, egal ob der Gleichanteil überwiegt (links) oder der Scheitelwert ihres Wechselanteils (rechts)

Eine Mischspannung ist eine Überlagerung aus einer Gleichspannung {\displaystyle U_{-}} und einer Wechselspannung {\displaystyle u_{\sim }}
{\displaystyle u_{\mathrm {Misch} }=U_{-}+u_{\sim }\ .}
Der Effektivwert der Mischspannung ergibt sich zu
{\displaystyle U_{\mathrm {eff} }={\sqrt {(U_{-})^{2}+(U_{\sim })^{2}}}\ .}
Dabei ist {\displaystyle U_{\sim }} der Effektivwert des Wechselanteils. Bei den effektivwert-bildenden Spannungsmessgeräten gibt es Ausführungen, die den Effektivwert der Gesamtspannung (AC+DC) oder nur den des Wechselanteils alleine (AC) erfassen. Manche Multimeter und Oszilloskope sind auch umschaltbar, wozu ein Koppelkondensator benutzt wird.
Soll der Gleichanteil alleine gemessen werden, so ist ein effektivwert-bildendes Messgerät überhaupt nicht erforderlich – das Multimeter kann im Gleichspannungsbereich benutzt werden, sofern es dabei die Mittelwertbildung schafft, was bei niedrigen Frequenzen oft nicht der Fall ist.
Entsprechendes gilt für den Mischstrom und für effektivwert-bildende Strommessgeräte.

## Grenzen der Anwendbarkeit
Der Effektivwert hat nur Bedeutung für den mittleren Energieumsatz, das heißt für die Auswirkungen im Sinne einer physikalischen Leistung. Im Allgemeinen weist ein vom Strom durchflossener Widerstand eine derartige thermische Trägheit auf, dass sich bei stationärer Stromstärke eine Temperaturdifferenz als Gleichgröße einstellt, auch bei Erwärmung durch Wechselstrom, und zwar bei beliebigen Signalformen, siehe Stromwärmegesetz.
Der Effektivwert erlaubt jedoch keine Aussage über die momentanen Auswirkungen der sich ständig ändernden Größe. Die physikalischen, chemischen oder biologischen Auswirkungen von Augenblickswerten wie Leistungs-, Strom- oder Spannungsspitzen periodischer oder aperiodischer Zeitverläufe können damit nicht beschrieben werden.
- In Blick auf schnelle Reaktionen – z. B. auf die Spannungsfestigkeit von Kondensatoren, die an Wechselspannung betrieben werden – ist immer eine Orientierung am Scheitelwert erforderlich. Auch das Verhalten eines trägen Systems mit Reibungsverlusten oder bei niedrigen Frequenzen lässt sich durch den Effektivwert nicht ausreichend beschreiben.
- Bei impulsförmigen Größen, insbesondere bei „bizarrer“ Impulsform, ist der Effektivwert kein geeignetes Kriterium für die Beurteilung der Gefährlichkeit von Körperdurchströmungen.